# تخزين ضوئي
وحدات التخزين الضوئية:

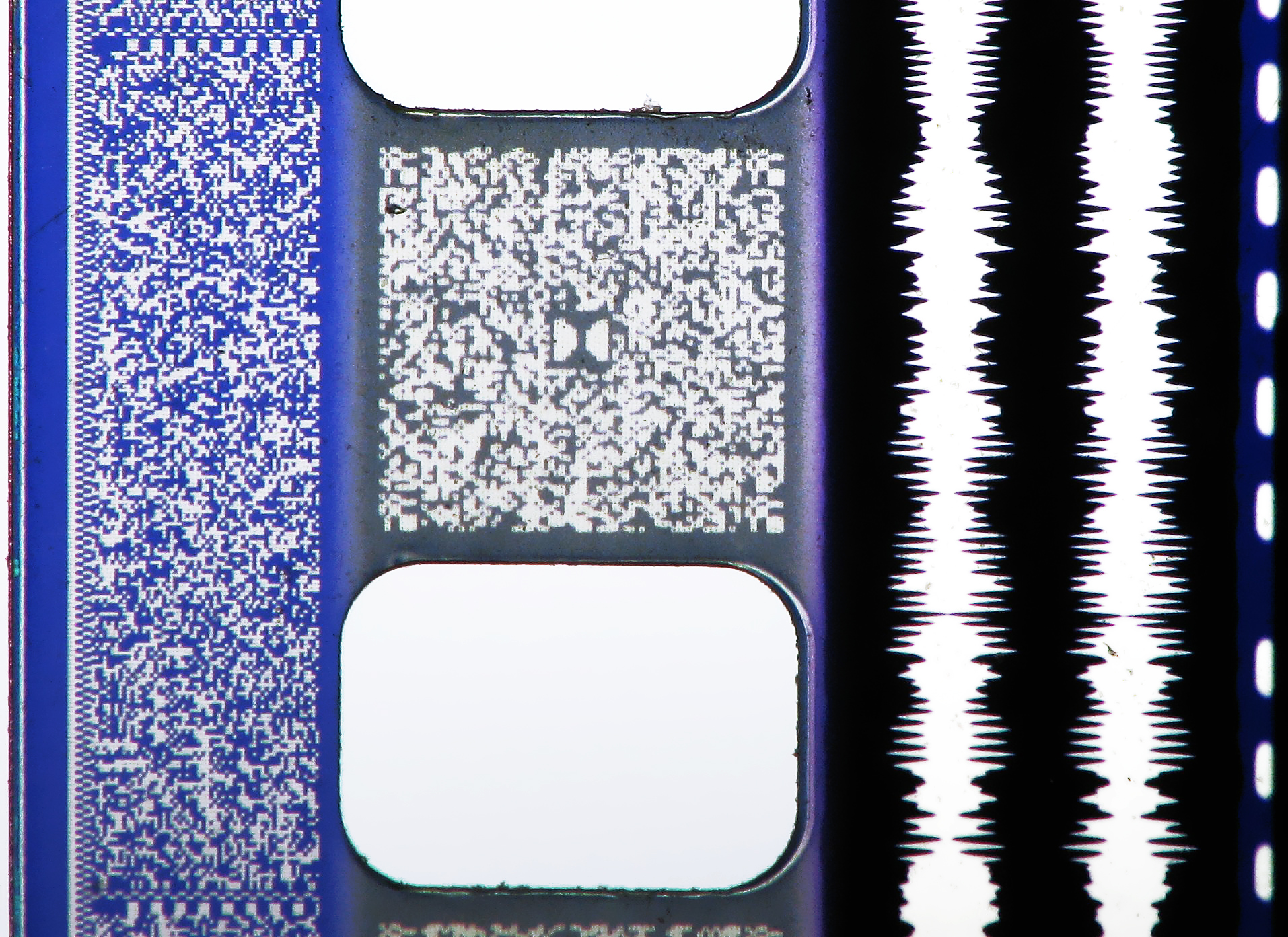

تعتبر وحدات التخزين الضوئية من أحدث وسائط التخزين المستخدمة في عالم الحاسوب والتي تستخدم الضوء كأساس تكنولوجي لها.

## مكونات وحدات التخزين الضوئية
- جهاز المسح الإلكتروني scanner
- شاشة تستخدم المعلومات عليها
- وحدات التخزين المستخدمة مثل أقراص الليزر الضوئي تمتاز بسعتها العالية جداً.
- نظام الحاسوب والمكون من hardware + software

## كيفية تخزين المعلومات في وحدات التخزين الضوئية (الليزر)
تخزن المعلومات بشكل مؤقت وبعد أن يتم عرضها على شاشة العرض من أجل إجراءالتعديلات اللازمة يعد تخزينها بشكل دائم على وحدات التخزين الضوئية (أقراص الليزر)ويتم بعد ذلك إجراء العمليات عليه.
تصنيف وحدات التخزين الضوئية حسب الحجم:
1. وحدات تخزين لسعة 800 مليون رمز.
2. وحدات تخزين بسعة 650 MB.
3. وحدات تخزين تسمى بالأقراص المجمعة.

## خصائص وحدات التخزين الضوئية
- تمتاز بسعة تخزين عالية
- تخزين المعلومات بصورة دائمة.
- الأقراص الضوئية تولد إشعاعات الليزر من قبل رأس ضوئي.
- تمتاز بالوثوقية حيث أنها تخدم فترة طويلة.